# Triticum timopheevii
Espèce
Triticum timopheevii, le blé zanduri (terme provenant du géorgien ზანდური), est une espèce de plantes monocotylédones de la famille des Poaceae, sous-famille des Pooideae, originaire du Moyen-Orient.
C'est une espèce domestiquée de blé tétraploïde autrefois cultivée, et qui existe à l'état sauvage. La forme cultivée se restreint à l'ouest de la Géorgie, tandis que la forme sauvage, formellement classée comme Triticum araticum Jakubz.) se rencontre dans une région comprenant le sud-est de la Turquie, le nord de l'Iraq, l'ouest de Iran et la Transcaucasie.
Le blé zanduri a évolué isolément du plus commun  Triticum turgidum  (blé amidonnier), les hybrides entre Triticum timopheevii et Triticum turgidum  étant stériles du fait d'un « nombre considérable d'irrégularités chromosomiques pendant la méiose. »
Le blé zanduri cultivé est un blé « vêtu », à l'épi dense et pyramidal et dont les épillets ont une ou deux fleurs.

## Liste des sous-espèces et variétés
Selon Tropicos (14 septembre 2016) (Attention liste brute contenant possiblement des synonymes) :
- sous-espèce Triticum timopheevii subsp. araraticum (Jakubz.) C. Yen
- sous-espèce Triticum timopheevii subsp. armeniacum (Jakubz.) van Slageren
- sous-espèce Triticum timopheevii subsp. militinae (Zhuk. & Migush.) Valdés & H. Scholz
- sous-espèce Triticum timopheevii subsp. timopheevii
- sous-espèce Triticum timopheevii subsp. viticulosum Zhuk.
- sous-espèce Triticum timopheevii subsp. zhukovskyi (Menabde & Ericzjan) L.B. Cai
- variété Triticum timopheevii var. araraticum (Jakubz.) C. Yen